# 2025-ös magyar ralibajnokság
A 2025-ös magyar ralibajnokság a széria 52. szezonja.
A bajnokságot jelenleg a Német Gábor - Németh Gergely páros vezeti.

## Versenynaptár
A 2025-ös szezonban 6 futam várja a magyar ralibajnokság versenyzőit.
| Ford.     | Időtartam    | Rali                               | Helyszín                                              | Felszín | Szakaszok | Táv      |
| --------- | ------------ | ---------------------------------- | ----------------------------------------------------- | ------- | --------- | -------- |
| 1         | ápr. 4-6     | III. MBM Rent Diósgyőr Rally 2025  | Miskolc, Borsod-Abaúj-Zemplén vármegye, Magyarország  | Aszfalt | 10        | 127,4 km |
| 2         | máj. 9-11    | VI. Staff House Rally Hungary 2025 | Veszprém, Veszprém vármegye, Magyarország             | Murva   | 13        | 190,9 km |
| 3         | jún. 13-15   | LVIII. Mecsek Rallye 2025          | Pécs, Baranya vármegye, Magyarország                  | Aszfalt | ?         | ? km     |
| 4         | júl. 11-13   | Székesfehérvár Rallye 2025         | Székesfehérvár, Fejér vármegye, Magyarország          | Murva   | ?         | ? km     |
| 5         | szept. 12-14 | III. Győr Rally 2025               | Győr, Győr-Moson-Sopron vármegye, Magyarország        | Aszfalt | ?         | ? km     |
| 6         | okt. 24-26   | Zemplén Rally 2025                 | Szerencs, Borsod-Abaúj-Zemplén vármegye, Magyarország | Aszfalt | ?         | ? km     |
| Források: |              |                                    |                                                       |         |           |          |

## Pontrendszer
| Helyezés           | 1                                                  | 2                                                  | 3                                                  | 4                                                  | 5                                                  | 6                                                  | 7                                                  | 8                                                  | 9                                                  | 10                                                 | 11                                                 | 12                                                 | 13                                                 | 14                                                 | 15                                                 |
| ------------------ | -------------------------------------------------- | -------------------------------------------------- | -------------------------------------------------- | -------------------------------------------------- | -------------------------------------------------- | -------------------------------------------------- | -------------------------------------------------- | -------------------------------------------------- | -------------------------------------------------- | -------------------------------------------------- | -------------------------------------------------- | -------------------------------------------------- | -------------------------------------------------- | -------------------------------------------------- | -------------------------------------------------- |
| Pontok             | 30                                                 | 24                                                 | 21                                                 | 19                                                 | 17                                                 | 15                                                 | 13                                                 | 11                                                 | 9                                                  | 7                                                  | 5                                                  | 4                                                  | 3                                                  | 2                                                  | 1                                                  |
| Power Stage pontok | 5                                                  | 4                                                  | 3                                                  | 2                                                  | 1                                                  | 0                                                  | 0                                                  | 0                                                  | 0                                                  | 0                                                  | 0                                                  | 0                                                  | 0                                                  | 0                                                  | 0                                                  |
| 1,5x pontok        | 45                                                 | 36                                                 | 31,5                                               | 28,5                                               | 25,5                                               | 22,5                                               | 19,5                                               | 16,5                                               | 13,5                                               | 10,5                                               | 7,5                                                | 6                                                  | 4,5                                                | 3                                                  | 1,5                                                |
| Super Rally        | ha pontszerzés -> alapvetően szerzendő pontok fele | ha pontszerzés -> alapvetően szerzendő pontok fele | ha pontszerzés -> alapvetően szerzendő pontok fele | ha pontszerzés -> alapvetően szerzendő pontok fele | ha pontszerzés -> alapvetően szerzendő pontok fele | ha pontszerzés -> alapvetően szerzendő pontok fele | ha pontszerzés -> alapvetően szerzendő pontok fele | ha pontszerzés -> alapvetően szerzendő pontok fele | ha pontszerzés -> alapvetően szerzendő pontok fele | ha pontszerzés -> alapvetően szerzendő pontok fele | ha pontszerzés -> alapvetően szerzendő pontok fele | ha pontszerzés -> alapvetően szerzendő pontok fele | ha pontszerzés -> alapvetően szerzendő pontok fele | ha pontszerzés -> alapvetően szerzendő pontok fele | ha pontszerzés -> alapvetően szerzendő pontok fele |

## Eredmények
| Ford. | Rali                               | Győztes                                                   | Második                                              | Harmadik                                                       |
| ----- | ---------------------------------- | --------------------------------------------------------- | ---------------------------------------------------- | -------------------------------------------------------------- |
| 1     | III. MBM Rent Diósgyőr Rally 2025  | Turán Frigyes - Zsiros Gábor #33 Škoda Fabia RS Rally2    | Tóth Tibor - Szabó József #2 Škoda Fabia RS Rally2   | Bodolai László - Deák Attila #5 Ford Fiesta Rally2             |
| 2     | VI. Staff House Rally Hungary 2025 | Roope Korhonen - Anssi Viinikka #1 Toyota GR Yaris Rally2 | Mads Østberg - Torstein Eriksen #4 Citroën C3 Rally2 | Mikołaj Marczyk - Szymon Gospodarczyk #3 Škoda Fabia RS Rally2 |
| 2     | VI. Staff House Rally Hungary 2025 | Német Gábor - Németh Gergely #25 Škoda Fabia RS Rally2    | "Sasa" - Ollé Rebeka #27 Škoda Fabia Rally2 Evo      | Tóth Tibor - Szabó József #71 Škoda Fabia RS Rally2            |
| 3     | LVIII. Mecsek Rallye 2025          |                                                           |                                                      |                                                                |
| 4     | Székesfehérvár Rallye 2025         |                                                           |                                                      |                                                                |
| 5     | III. Győr Rally 2025               |                                                           |                                                      |                                                                |
| 6     | Zemplén Rally 2025                 |                                                           |                                                      |                                                                |

## Tabella

### ORB Abszolút
| Hely | Versenyző            | 1        | 2 (1,5x) | 3 | 4 | 5 | 6 | Össz. |
| ---- | -------------------- | -------- | -------- | - | - | - | - | ----- |
| 1    | Német Gábor          | 4.       | 1. [4.]  |   |   |   |   | 66    |
| 2    | Tóth Tibor           | 2. [5.]  | 3.       |   |   |   |   | 56,5  |
| 3    | Bodolai László       | 3. [3.]  | 5. [2.]  |   |   |   |   | 53,5  |
| 4    | "Sasa"               | 7.       | 2. [3.]  |   |   |   |   | 52    |
| 5    | Trencsényi József    | 6. [4.]  | 6. [5.]  |   |   |   |   | 40,5  |
| 6    | Turán Frigyes        | 1. [1.]  | ki       |   |   |   |   | 35    |
| 7    | Osváth Péter         | -        | 4. [1.]  |   |   |   |   | 33,5  |
| 8    | Trencsényi Vince     | 5. [2.]  | 10.      |   |   |   |   | 31,5  |
| 9    | Kovács Antal         | -        | 7.       |   |   |   |   | 19,5  |
| 10   | Bertalan Márton      | -        | 8.       |   |   |   |   | 16,5  |
| 11   | Bujdos Miklós        | -        | 9.       |   |   |   |   | 13,5  |
| 12   | Vida Szabolcs        | 8.       | -        |   |   |   |   | 11    |
| 13   | Viszló Csaba         | 13.      | 11.      |   |   |   |   | 10,5  |
| 14   | ifj. Fogarasi Attila | 9.       | -        |   |   |   |   | 9     |
| 15   | Rónavölgyi Endre     | 10.      | ki       |   |   |   |   | 7     |
| 16   | Shushan Bar          | -        | 12.      |   |   |   |   | 6     |
| 17   | Nagy Mátyás          | 11.      | ki       |   |   |   |   | 5     |
| 18   | Tábori Ákos          | 12.      | -        |   |   |   |   | 4     |
| 19   | Hibján József        | ki       | 13. (SR) |   |   |   |   | 2,25  |
| 20   | Zagyva Dorka         | 14.      | ki       |   |   |   |   | 2     |
| 21   | Vida Péter           | 15.      | -        |   |   |   |   | 1     |
| 22   | Tellér Antal         | 16.      | -        |   |   |   |   | 0     |
| 23   | ifj. Nedecki László  | 17. (SR) | -        |   |   |   |   | 0     |
| -    | ifj. Kiss László     | ki       | -        |   |   |   |   | 0     |
| -    | Berta László         | ki       | ki       |   |   |   |   | 0     |
| -    | Czékmány Norbert     | ki       | -        |   |   |   |   | 0     |
| -    | Kerék Balázs         | -        | ki       |   |   |   |   | 0     |
| -    | László Zoltán        | -        | ki       |   |   |   |   | 0     |
| -    | Hadik András         | -        | ki       |   |   |   |   | 0     |
| -    | Módos Zoltán         | -        | ki       |   |   |   |   | 0     |
| -    | Rafael Tamás         | -        | ki       |   |   |   |   | 0     |

## jegyzetek
1. ↑  Shacki: Season 2025 rally - eWRC-results (magyar nyelven). eWRC-results.com. (Hozzáférés: 2025. május 13.)
2. ↑  Shacki: Final results MBM Rent Diósgyőr Rally 2025 (magyar nyelven). eWRC-results.com. (Hozzáférés: 2025. május 13.)
3. ↑  Shacki: Final results Rally Hungary 2025 (magyar nyelven). eWRC-results.com. (Hozzáférés: 2025. május 13.)
4. ↑  Shacki: Final results Mecsek Rallye 2025 (magyar nyelven). eWRC-results.com. (Hozzáférés: 2025. május 13.)
5. ↑  Shacki: Final results Székesfehérvár Rallye 2025 (magyar nyelven). eWRC-results.com. (Hozzáférés: 2025. május 13.)
6. ↑  Shacki: Final results Győr Rally 2025 (magyar nyelven). eWRC-results.com. (Hozzáférés: 2025. május 13.)
7. ↑  Shacki: Final results Zemplén Rally 2025 (magyar nyelven). eWRC-results.com. (Hozzáférés: 2025. május 13.)